# Tweed Heads

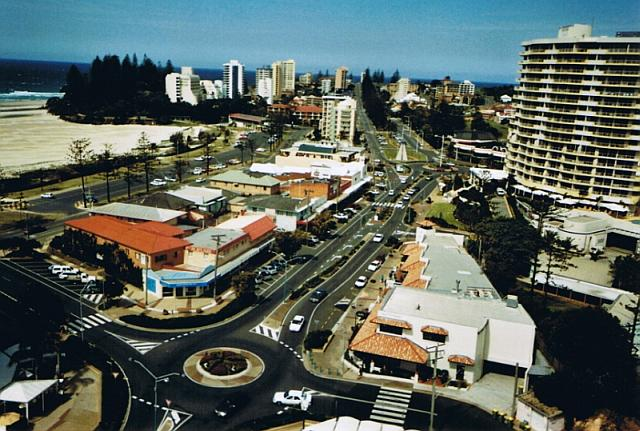
Tweed Heads rechts im Bild

Tweed Heads ist die nördlichste Stadt im australischen Bundesstaat New South Wales und liegt etwa 100 km südlich von Brisbane. Sie ist an der Staatengrenze mit Coolangatta zusammengewachsen, dem südlichsten Stadtteil der Stadt Gold Coast im Bundesstaat Queensland. 
Die Stadt Tweed Heads hat ihren Namen vom Tweed River, an dessen Mündung sie liegt.
Tweed Heads wurde offiziell 1886 gegründet und hat etwa 60.000 Einwohner. Bereits Ende des 19. Jahrhunderts war der Ort nicht nur ein Zentrum der Holzwirtschaft, er und die Küstenregion wurde ein beliebtes Urlaubsziel. Heute reiht er sich nahtlos an das Erholungsresort Gold Coast an und ist auch ein beliebter Altersruhesitz.
Größte Attraktion der Gegend ist der Mount Warning, das Überbleibsel eines längst erloschenen Schildvulkans, des größten der südlichen Hemisphäre. Ebenfalls in Reichweite liegt der Lamington-Nationalpark.
Tweed Heads liegt im Verwaltungsgebiet Tweed Shire.

## Söhne und Töchter der Stadt
- Karl Muggeridge (* 1974), Motorradrennfahrer
- Trevor Evans (* 1981), Politiker
- Samantha Harris (* 1990), Model
- James Roberts (* 1991), Schwimmer